# Lonicera mucronata
Lonicera mucronata är en kaprifolväxtart som beskrevs av Alfred Rehder. Lonicera mucronata ingår i släktet tryar, och familjen kaprifolväxter. Inga underarter finns listade i Catalogue of Life.